# Sargdeckel
Sargdeckel ist ein Begriff aus der Bergmannssprache und bezeichnet einen sich an vorhandenen Trennflächen plötzlich aus dem Hangenden lösenden flachen und großen Gesteinskörper. Wegen der Plötzlichkeit des Ereignisses werden Sargdeckel von den Bergleuten gefürchtet.